# جاش ای. کاسادا
جاش آرون کاسادا (به انگلیسی: Josh Aaron Cassada) فضانورد اهل کشور ایالات متحده آمریکا است که در ۱۹۷۳ میلادی در وایت بیر لیک، مینه‌سوتا زاده شد.